# آب‌انبار چاه ریگ
آب‌انبار چاه ریگ مربوط به دوره صفوی است و در اردکان، محدوده چاه ریگ واقع شده و این اثر در تاریخ ۲۶ اسفند ۱۳۸۶ با شمارهٔ ثبت ۲۲۱۱۲ به‌عنوان یکی از آثار ملی ایران به ثبت رسیده است.